# 染红的街道
《夕陽染紅的坡道》是feng在2007年7月27日发售的戀愛冒險類型成人遊戲。在2008年8月14日由GN Software发售PS2版《夕陽染紅的坡道 平行》（あかね色に染まる坂 ぱられる）。2009年12月17日發售PSP版《夕陽染紅的坡道 Portable》（あかね色に染まる坂 ぽーたぶる）。PC版的标语是「给全国2000万的傲娇爱好者和非爱好者的戏剧性的傲娇未婚妻&妹AVG」，PS2版的标语则是「傲娇系学園恋愛冒险」。
2008年10月2日開始播放電視動畫共12話，由曼迪傳播代理發售正體中文版。2009年6月26日發售OVA。後來陸續發售漫畫、小說等相關作品。本作为feng第5作。

## 系統
剧情由若干一话完结的故事单元构成。各話終了後有以主人公以外角色视点的小故事和次回预告。

## 剧情
故事发生的舞台是前作《望見青空之丘》中的姊妹校。时间则是青空故事发生的一年之后。青空的配角「橘美琴」变为主角出演。
PC
在上学的主人公，長瀨準一和妹妹長瀨湊一起过着平凡的日常生活。一天，为了保护一个要被摩托车暴徒袭击的少女而夺走她的初吻。少女不但没有感激，反而对他怀恨在心。
第二天，準一的班上轉来一个转校生，她正是準一前一天遇到的少女：片桐優姬，片桐财团的大小姐。那天晚上，準一的父亲打电话告诉他，两人的父母已经为他们订婚。因为糟糕的初次会面，二人关系很差。準一的父亲于是提出二人在第二年到来之前在休息日约会，并且作为约会的证据笑着拍摄合影。如果到了第二年二人还没有来电，就取消婚约。二人能在第二年到来之前坠入情网吗？
PS2
在上学的主人公，長瀨準一很喜欢在夕陽丘公園的高台上观看美丽的晚霞和被夕阳染红的街道。一天，準一在公園碰到了在争论的少女和像是她的父親的男人。那个少女，優姬突然搂住準一的胳膊，声称初次见面的准一是她的恋人，要求父亲解除婚约。诧异的父亲提出如果是真正的恋人的话就接吻给他看看。对气氛过于敏感的准一不顾少女的犹豫亲吻了她。不过他想的太简单了。优姬父親接下来的话让他驚愕不已。
「这位長瀨準一君正是優姬的婚約者。」
原来二人的家长在二人不知情的情况下为他们安排了婚事，更糟的是，准一因为吻了优姬而被她讨厌。尽管如此，準一的父親提出“在二人升到高年级之前一起生活，如果那样还是没有产生爱情就解除婚约”。二人接受了这蛮不讲理的提案，在这微妙關係之中，優姬住了进来原本是準一和妹妹，湊二人的家中。
这件事情发生在第2学期开学典礼的那天。準一安稳的生活，从那之后迎来了巨大的变化……
TV
貌似無辜小生的主人公長瀨準一和妹妹長瀨湊一起过着只有兩人的平凡生活。一天傍晚，準一在街上救了一名被不良少年拉住的少女，事後不但忘記告訴少女自己的名字，同時還被倉皇逃去的不良少年喊出了當初的黑暗稱號「下中的Genokiller」（Genocide killer-大量虐殺者／滅絕屠戮者）。
第二天，準一的班上来了一个转校生，她正是準一前一天所救的少女：片桐優姬，片桐财团的大小姐。兩人成為了朋友，但是在損友的鼓促下，當著全班的面吻了优姬，因而被她討厭，但當天傍晚優姬卻出現在準一家門前，並透露了婚約之事，之後展開了三人同居的日子…

## 登場人物
※声优表示顺序是PC版／PS2&動畫版。

### 主要角色
長瀨準一（声優： 無/ 羽多野涉   幼年：高山ゆうこ）
生日是3月31日。本作的男主角。身高184cm。（牧羊座）
TV版人設：六歲時因為父母與妹妹「出外旅行」，一直都是自己一個人生活。脾氣暴烈易怒，由於台詞緣故喜歡舞台劇，小學畢業後，於進入國中的第一天就將全班男生送進醫院，之後以「殘暴」與「不敗」橫掃不良少年界，成為都市傳說的「無血的Genokiller」（被損友西野東彥虧為「牙是惡狼，肌肉是猩猩。」）。後來妹妹回來與他一起居住後，漸漸的變成了一般學生，但是依舊沒有任何不良少年敢在他的面前猖狂，故事中曾經差點領會「明鏡止水」的奧意，現在是屬於沒有戴手套的「解放狀態」，在第壹話時讓不良少年說出「他就是下中的Genokiller啊！完了，他沒有戴手套，現在惹他會被當場殺掉！」。
片桐優姬（声優：風音 / 釘宮理惠）
身高：153cm，血型:A型，三圍：79 (B) /55/82
片桐财团的大小姐，準一的未婚妻，被班上同学称为“公主”。外柔內剛的大小姐，轉學當天主動向主角提出交往要求以及同居，但因為準一實際上喜歡湊，選擇分手而離開，但後來常對主角飽以老拳，必殺技是「頭錘」。Ｘ計畫當事人之一。
長瀨湊（声優：水澤光 / 平野綾）
生日：5月2日，血型:O型，身高：162cm ，三圍：83 (C) /57/84
準一的妹妹。實際上喜歡哥哥準一。四歲起與父母「出外旅行」，在旅行的過程中習得「全範圍野外求生」，「軍用徒手搏擊」，「追蹤／反追蹤」，「全地形特種作戰」，「兵器操作」，「偵搜與滲透」，「動物習性與溝通」，「高段刀法」…等等有趣的技巧，並在與優姬聊到當年旅行時說出「不夠堅強的話，如果不讓自己堅強起來就活不下去呢。」，後來返回日本與哥哥一起居住，發展出「廚藝無敵」與「一碗拉麵治感冒」這種特殊技能。Ｘ計畫當事人之一。
霧生司（声優：本山美奈 / 井上麻里奈）
生日：11月28日，血型:B型，身高：165cm，三圍：92 (E) /60/91
準一的青梅竹马。平時看起來很像男孩子，但意外地也有女孩子的一面。
白石和美（声優：みる / 廣橋涼）
生日：7月21日，血型:O型，身高：144cm，三圍：75 (A) /53/78
後輩的毒舌電波系一年生。TV版人設：神出鬼沒的怪怪蘿莉一隻（實際上是一對雙胞胎），住在滿是電子儀器，訪如監測基地般的家中，總是在操作通訊器材，一直都在將主角的動態向某人報告，真實身分一直是謎，最後對椎名觀月說出了「人類還沒有到該被捨棄的時候，暫時…」。Ｘ計畫監控者之一。
椎名觀月（声優：森谷實園 / 田中理惠）
生日：5月27日，血型:AB型，身高：157cm，三圍：86 (D) /57/86
現学生会長。兩年前片桐革新派僱傭，為了破獲准一和優姬的婚約。觀月透過操控人心方式把自己扮成學園裡的偶像，與冬彥相識後進入學生會之後控制整個學園。準一的父親曾敗給觀月，觀月在裏世界稱號為"看不見的手"。奶奶為法國人。阿米提耶学園三大美女之一。TV版人設：花錢天王，滿腦奇思怪想。Ｘ計畫監控者之一。
橘美琴（声優：佐本二厘 / 葉月繪理乃）
生日：9月3日，血型:B型，身高：153cm，三圍：81 (B) /55/81
雙馬尾，阿米提耶学園三大美女之一。《望见青空之丘》的配角。網球中的高手，曾是前作"望見青空之丘"法米爾學園網球部部長，作為網球選手。故事一年後轉學到阿米提耶學園，也是準一小時候短暫的青梅竹馬。溫和的學姊。
綾小路華恋（声優：无 / 加藤英美里）
生日：8月30日，血型:AB型，身高：160cm，三圍：84 (B) /56/82
PS2版的原创角色。是不输于片桐家的富豪：綾小路家的大小姐。TV版人設：傲娇系的大小姐，語言尖銳，天生的領導者，不是班長卻能主導班級的行動，但私下卻是一個很和善與貼心的人。

### 次要角色
二条亞矢（声優：真南六實 / 福原香織）
學生會書記兼會計。遊戲無法攻略的角色。沉默寡言前輩，觀月親密的朋友。阿米提耶学園三大美女之一。
藤宮彩（声優： 加賀ヒカル / 小林優）
生日是3月3日。動畫版沒出現的人物，遊戲穿著黑洋裝的神秘美少年。是個伪娘，前作"望見青空之丘"藤宮翠和藤宮聖的表弟。與橘美琴認識。
西野冬彥（声優：空野太陽 / 石田彰）
準一親密的朋友，爲人沈穩謙和。多方面領域的達人，也是學生會副會長。據說是前作"望見青空之丘"鈴瀬財閥会長的私生子。TV版人設：相當喜歡熱鬧事態的主人公的損友，常因飄忽不定的性格使事情變得複雜化。劇中常與司搭檔出現，各方面積極地爲麻煩事推波助瀾。
杉下清次郎（声優：青島刃 / 小山力也）
準一班上的教師，過去是關東以北的暴走族首領。TV版設定為片桐財閥的關係者。
白石睦美（声優：青川ナガレ / 廣橋涼）
外貌與姊姊十分相近，但性格與姊姊相反。是個嬌羞的少女，喜歡冬彥。動畫第12集和OVA版快結束時，有出現。
（声優：澄田まりや / 豊崎愛生）
長瀨湊的朋友，網球部成員。綽號よっちゃん，真實姓名不明。後作架向星空之橋AA版登場，變成新增可攻略女主角之一。
武藤彌生（声優：無 / 真田麻美）
攻擊準一時，行動失敗。雖進行著具有激進派特征的行動，實際上是個較好溝通的女孩，平時爲不引人注目采用樸素的打扮。動畫版未登場。

## 主題曲
PC版
- 片頭曲：[9]

作詞：畑亞貴　作曲：富田曉子　編曲：藤田淳平（Elements Garden）　歌：橋本美雪
- 片尾曲：

作詞：畑亞貴　作、編曲：　歌：
PS2/PSP版
- 片頭曲：[10][11]

作詞：ヤマグチノボル　作曲：橋本美雪　編曲：鈴木マサキ　歌：橋本美雪
- 片尾曲：

作詞：桑島由一　作、編曲：景家淳　歌：橋本美雪

## 電視動畫
於2008年10月2日深夜1時開始播放電視動畫，至12月18日深夜完結，共12话。

### 製作人員
- 原作：feng
- 導演：元永慶太郎
- 系列構成：上江洲誠
- 角色設計：平山圓、堀井久美
- 副角色設計：渡邊義弘
- 總作畫監督：原將治
- 道具設計：岩畑剛一
- 美術指導：下山和人
- 色彩設計：鈴城留美子
- 攝影指導：笠井亮平
- 音響總監：蝦名恭範
- 音響效果：川田清貴
- 原創音樂：末廣健一郎
- 監製：伊藤誠、後藤政則、上樣、小池克實、小谷哲子
- 動畫製作：TNK
- 製作：私立アミティーエ学園登山部

### 主題曲
片头曲
作詞：畑亚贵、作曲：田代智一、編曲：原田勝通、歌：桥本美雪
片尾曲
（第一話，第二話）
作詞：、作編曲：渡邊拓也、歌：片桐優姬（聲：釘宮理惠）
“Confusion...”（第三話）
作詞：、作曲：上田晃司、編曲：、歌：（聲：廣橋涼）
（第四话）
作词：畑亚贵、作曲：松下贵司、编曲：、歌：綾小路华恋（聲：加藤英美里）
（第五话）
作词：、作曲：吉田勝彌、编曲：安岡洋一郎、歌：片桐優姬（聲：釘宮理惠）
“Cherry pink mystery”（第六話）
作詞：畑亜貴、作編曲：橋本由香利、歌：綾小路華恋（聲：加藤英美里）
“Make a miracle!”（第七話）
作詞：、作曲：吉田勝弥、編曲：安藤高弘、歌：椎名観月（聲：田中理恵）
（第八話）
作詞：畑亜貴、作曲：福本公四郎、編曲：、歌：（聲：井上麻里奈）
（第九話）
作詞：、作曲：上田晃司、編曲：菊谷知樹、歌：椎名観月（聲：田中理恵）
（第十話，第十一話）
作詞：、作曲：星一生、編曲：伊藤俊、歌：長瀬湊（聲：平野綾）
（第十二話）
作詞：、作曲：星一生、編曲：和教、歌：長瀬湊（聲：平野綾）

### 各话列表
| 話數 | 日文標題 | 中文標題         | 剧本                | 分鏡                | 演出       | 作畫監督            |
| ---- | -------- | ---------------- | ------------------- | ------------------- | ---------- | ------------------- |
| 1    |          | 夕陽色的初吻     | 上江洲誠            | 元永慶太郎          | 元永慶太郎 | 原将治              |
| 2    |          | 夕陽色的接近     | 柿原優子            | 古川順康            | 則座誠     | 末廣直貴            |
| 3    |          | 怪異色的悲嗚     | 中村浩二郎          | 田中宏紀            | 四辻孝雄   | 松下純子 島田賢志   |
| 4    |          | 藍色的瘋狂派對   | 柿原優子            | 古川順康            | 矢花馨     | 中島美子            |
| 5    |          | 夕陽色的初次約會 | 上江洲誠            | 小寺勝之            | 元永慶太郎 | 小宮山由美子        |
| 6    |          | 澄黃色的深山     | 中村浩二郎 上江洲誠 | 小林孝志            | 中川聰     | 李政權              |
| 7    |          | 鋼色的節日       | 日暮茶坊            | 則座誠              | 則座誠     | 森前和也            |
| 8    |          | 黃昏色的渴望     | 秋月ひろ            | 山崎和男            | 橋口洋介   | 佐野英敏 平田卓也   |
| 9    |          | 夕陽色的生日     | 柿原優子            | 元永慶太郎 伊藤真朱 | 布施康之   | 藤田正幸            |
| 10   |          | 夕陽色的困惑     | 上江洲誠            | 小寺勝之            | 小林浩輔   | 中島美子            |
| 11   |          | 夕陽色的難題     | 柿原優子            | 柳澤哲也            | 則座誠     | 小宮山由美子 湯川純 |
| 12   |          | 夕陽色的街道     | 上江洲誠            | 元永慶太郎          | 元永慶太郎 | 原将治              |

### Blu-ray&DVD
全六卷，除了收錄電視動畫裡的內容之外，另外也將電視播放版本中女角們入浴畫面裡所出現的白霧，以及OP遮蓋的胸部片段一併修除。
DVD
| 商品                            | 話數     | 發售日         |
| ------------------------------- | -------- | -------------- |
| あかね色に染まる坂 VOL.1 通常版 | 1、2話   | 2008年12月19日 |
| あかね色に染まる坂 VOL.2 通常版 | 3、4話   | 2009年1月23日  |
| あかね色に染まる坂 VOL.3 通常版 | 5、6話   | 2009年2月27日  |
| あかね色に染まる坂 VOL.4 通常版 | 7、8話   | 2009年3月27日  |
| あかね色に染まる坂 VOL.5 通常版 | 9、10話  | 2009年4月24日  |
| あかね色に染まる坂 VOL.6 通常版 | 11、12話 | 2009年5月22日  |

BD
| 商品                           | 話數            | 發售日        |
| ------------------------------ | --------------- | ------------- |
| あかね色に染まる坂 Blu-ray BOX | 1~12話（含OVA） | 2013年4月26日 |

BD收錄特典
- 力也の部屋
- ノンクレジットOP&ED集
- CM集を収録（DVD初回版と同内容）
- オリジナルブックレットが同梱される

資料來源

## OVA
2009年6月26日發售OVA，标题是染红的街道 核心（あかね色に染まる坂 ハードコア）。故事是全员受綾小路華恋的邀请，到无人岛度假。女生们使用了观月会长带来的防晒霜以后，变得大胆起来。在準一兽性爆发的时刻，和美用手刀把所有人击晕了。

## 网络广播
網路廣播於2008年4月2日开始在Nico Radio发布。主持人是《染红的街道 平行》白石和美的聲優廣橋涼和杉下清次郎的聲優小山力也。

## 相關商品
漫畫
作畫是酒月ほまれ，連載於月刊Comp Ace2008年8月號到2009年6月號，單行本共2冊由角川書店發售。
| 冊數 | 發售日         | ISBN                   |
| ---- | -------------- | ---------------------- |
| 1    | 2008年12月26日 | ISBN 978-4-04-715151-2 |
| 2    | 2009年5月26日  | ISBN 978-4-04-715243-4 |

小說
作者：水碕睦月、封面：澤野明、挿畫：悠稀れい，由HARVEST出版發售共1冊。（ISBN 978-4-434-11325-3）
作者：真慈真雄、挿畫：ピエ〜ル☆よしお，由KILL TIME COMMUNICATION發售共3冊。
| 副標題 | 發售日         | ISBN                   |
| ------ | -------------- | ---------------------- |
|        | 2008年2月29日  | ISBN 978-4-86032-539-8 |
|        | 2009年2月28日  | ISBN 978-4-86032-682-1 |
|        | 2009年11月25日 | ISBN 978-4-86032-799-6 |

書籍
2008年2月29日由Broccoli發售。
- ISBN 978-4-86176-639-8

2009年3月13日由JIVE發售。（ISBN 978-4-86176-639-8）

## 評價
《染红的街道》在日本美少女游戏与动画相关商品销售网站Getchu.com的2007年销量榜上排名第五名。另外在「美少女ゲームアワード2007」中與《絕對★妹至上主義!!》和《Bullet Butlers》同時獲得媒體支持獎（メディア支持賞）。